# تنورة برايري
تنورة المرج أو تنورة البرايري (بالإنجليزية: prairie skirt)‏ هي تنورة أمريكية الطراز، امتازت بالحشمة. صنعت من أنسجة مختلفة كالفوال والشيفون وغيرها من الأقمشة خفيفة الوزن. عاد هذا الطراز من التنانير إلى عالم الأزياء عام 2005.